# T.J. Cummings
Terry Cummings jr., detto T.J. (Homewood, 31 agosto 1981), è un ex cestista statunitense, professionista nella NBA D-League, in Europa, Asia e Sudamerica.
È figlio dell'ex cestista NBA Terry Cummings.

## Palmarès
- Campione NBDL (2006)